# Эдинбург Сити
«Эдинбург Сити» (англ. Edinburgh City Football Club) — шотландский полу-профессиональный футбольный клуб из Эдинбурга, правопреемник основанного в первой половине XX века клуба «Эдинбург Сити». Был вынужден переименоваться в «Эдинбург» в 2022 году в связи со спорами относительно прав на название. Свои домашние матчи проводит на стадионе «Медоубанк». Первый клуб вышедший в шотландскую Лигу 2 по спортивному принципу.
В клубе так же подчёркивают, что его правильное название именно «Эдинбург», без приставки ФК, как его часто ошибочно называют.

## История

### Ранняя история
Оригинальный клуб «Эдинбург Сити» существовал с 1928-о по 1955-й годы. Клуб изначально выступал в лиге Восточной Шотландии, а в 1931 году вступил в Шотландскую футбольную лигу, членом которой был до 1949 года. Тем не менее за это время «горожане» не сумели добиться существенных успехов и неоднократно были на грани исключения из лиги, от которого их спасала несостоятельность потенциальных претендентов на их место или их отсутствие. Вскоре после Второй Мировой Войны клуб перешёл в Шотландскую младшую ФА и недолго выступал в Чемпионате Эдинбурга и окрестностей, где чувствовал себя намного увереннее, но в 1955 году клубу было отказано в продлении аренды стадиона по неизвестной причине и футбольная команда перестала выступать. Тем не менее после ликвидации футбольной команды название осталось принадлежать компании и социальному клубу.

### Возрождение
В 1986 году «Постал Юнайтед», с 1966-го года игравший в лиге Восточной Шотландии, получил право использовать название «Эдинбург Сити» и футбольный клуб был возрождён. Как и в 20-е годы команда начала играть в лиге Восточной Шотландии, выиграв титул в Первом Дивизионе в 1996-м и в Премьер Дивизионе 2006-м годах. На стыке веков команда стала членом Шотландской футбольной ассоциации и дважды, в 2002-м и 2008-м годах, неудачно подавала заявку на вступление в Шотландскую футбольную лигу.
После реформы пятого уровня системы лиг «Эдинбург Сити» вошёл в число команд-основателей Лиги Лоуленда и выиграл её в 2015-м и 2016-м годах. После поражения в плей-офф за выход в Лигу 2 в 2015-м, в 2016 году «горожане» обыграли представителя Лиги 2 «Ист Стерлингшир» по сумме двух матчей со счётом 2:1 и стали первым клубом, вышедшим в Лигу 2 по спортивному принципу. После нескольких неудачных попыток выйти в Лигу 1 через плей-офф «Эдинбург Сити» добился повышения по итогам сезона 2021/22, а в сезоне 2022/23 успешно сохранил место в Лиге 1.
В это же время в 2022 году клуб был вынужден сменить название на «Эдинбург» в связи с тем, что желал полностью владеть правами на название, против чего был социальный клуб, которому по прежнему принадлежит название «Эдинбург Сити». В 2023 году «Эдинбург» перешёл под управление консорциума болельщиков, которые начали активную работу по возвращению прежнего названия и сейчас ожидается решение ШФА.

## Текущий состав и персонал

### Основной состав
| №  |                | Поз. | Имя              | Год рождения |
| -- | -------------- | ---- | ---------------- | ------------ |
| 1  | Флаг Англии    | Вр   | Сэм Рэмсботтом   | 1996         |
| 21 | Флаг Шотландии | Вр   | Кэмерон Куэйт    | 2001         |
| 2  | Флаг Шотландии | Защ  | Киран Макдональд | 1993         |
| 3  | Флаг Шотландии | Защ  | Робби Макинтайр  | 1994         |
| 4  | Флаг Шотландии | Защ  | Ли Гамильтон     | 1995         |
| 5  | Флаг ЮАР       | Защ  | Майкл Тревис     | 2003         |
| 17 | Флаг Англии    | Защ  | Лиам Фонтейн     | 1986         |
| 22 | Флаг Шотландии | Защ  | Киран Брайан     | 2000         |
| 30 | Флаг Шотландии | Защ  | Каллум Крэйн     | 1996         |

| №  |                | Поз. | Имя            | Год рождения |
| -- | -------------- | ---- | -------------- | ------------ |
| 6  | Флаг Шотландии | ПЗ   | Дэнни Джардин  | 1998         |
| 8  | Флаг Англии    | ПЗ   | Каллум Таппинг | 1993         |
| 10 | Флаг Шотландии | ПЗ   | Дэнни Хендлинг | 1995         |
| 13 | Флаг ЮАР       | ПЗ   | Кайл Джейкобс  | 1991         |
| 14 | Флаг Шотландии | ПЗ   | Киран Уотсон   | 1999         |
| 23 | Флаг Шотландии | ПЗ   | Иннес Мюррей   | 1998         |
| 7  | Флаг Шотландии | Нап  | Райан Шэнли    | 2001         |
| 9  | Флаг Шотландии | Нап  | Узи Си         | 1994         |

Источник: FC Edinburgh official site 

### Персонал
| Должность                  | Имя          |
| -------------------------- | ------------ |
| Главный тренер             | Алан Майбери |
| Ассистент главного тренера | Марк Керр    |

Источник: Transfermarkt 

## Достижения

### Профессиональные
- Лига 2:
  - Второе место (2): 2019/20, 2020/21
- Лига 2 (плей-офф):
  - Победитель (1): 2021/22
  - Финалист (1): 2020/21

### Любительские
- Лига Лоуленда:
  - Победитель (2): 2014/15, 2015/16
- Лига Восточной Шотландии:
  - Победитель (1): 2005/06
  - Второе место (1): 2003/04
- Первый Дивизион лиги Восточной Шотландии:
  - Победитель (1): 1995/96
  - Второе место (1): 1989/90
- Кубок лиги Восточной Шотландии:
  - Победитель (3): 1991/92, 2001/02, 2012/13
  - Финалист (4): 2000/01, 2003/04, 2004/05, 2011/12
- Южный Кубок Вызова ШФА:
  - Финалист (3): 2007/08, 2010/11, 2015/16
- Кубок Короля:
  - Победитель (2): 1998/99, 1999/00
  - Финалист (1): 2004/05